# Bulimulus sp. nov. 'tuideroyi'
Bulimulus sp. nov. 'tuideroyi' é uma espécie de gastrópode da família Orthalicidae.
É endémica do Equador.
Os seus habitats naturais são: florestas secas tropicais ou subtropicais.
Está ameaçada por perda de habitat.